# Massimo Faraò

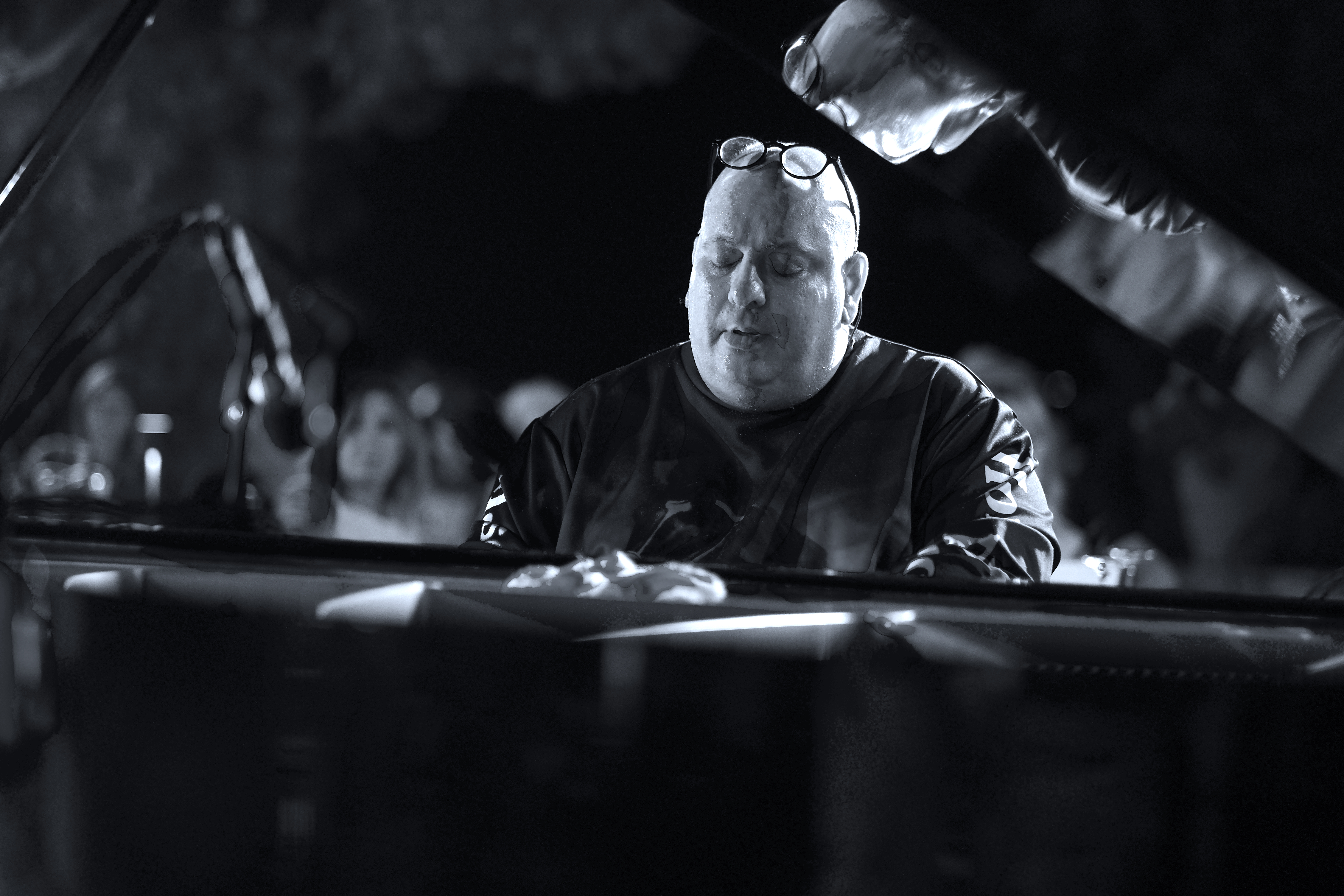

Massimo Faraò (* 16. März 1965 in Genua) ist ein italienischer Jazz-Pianist.
Massimo Faraò studierte bei Flavio Crivelli und arbeitete mit lokalen Formationen; 1983 besuchte er erstmals die Vereinigten Staaten, wo er u. a. mit Red Holloway und Albert 'Tootie' Heath spielte. In den 1990er Jahren arbeitete er u. a. mit Tony Scott, Adrian Mears, Johannes Enders, Jesse Davis, und Franco Ambrosetti zusammen, an dessen Enja-Alben Grazie Italia und Light Breeze er mitwirkte. Außerdem spielte er im Nat Adderley Quintett bei einer Europa-Tournee. 1993 nahm er für Splasc(h) sein Debütalbum For Me auf; seine Mitspieler waren u. a. der Trompeter Flavio Boltro und der Bassist Dado Moroni. 1995 folgte das Album Ciao Baby (auf Monad).
2001 war er (mit Wayne Dockery und Bobby Durham) Mitglied des Quartetts von Archie Shepp; von 2001 bis 2005 war Faraò künstlerischer Leiter der Jazzabteilung des Labels Azzurra Music. 2003 trat er auf dem Jazz Piano Festival in Luzern auf.  2006 nahm er ein Album mit Kompositionen von Ennio Morricone auf; 2007 tourte er im Trio mit Joey DeFrancesco durch Europa und die USA. 2008 folgen die Alben  Estate und Uncle Bobby auf denen DeFrancesco neben seinem Trompetenspiel zusätzlich singt. 

## Lexikalischer Eintrag
- Richard Cook, Brian Morton: The Penguin Guide to Jazz Recordings. 8. Auflage. Penguin, London 2006, ISBN 0-141-02327-9.